# Burón
Burón ist eine Gemeinde mit 288 Einwohnern (Stand: 2024) im nordwestlichen Zentral-Spanien in der Provinz León in der Autonomen Gemeinschaft Kastilien-León. Burón besteht neben dem gleichnamigen Hauptort Burón aus den Ortsteilen Casasuertes, Cuénabres, Lario, Polvoredo, Retuerto und Vegacerneja.

## Geografie
Burón liegt etwa 75 Kilometer nordöstlich von León in einer Höhe von ca. 1090 m am Esla. Hier entspringt der Río Cares.

## Bevölkerungsentwicklung
| Jahr        | 1900 | 1950 | 1970 | 1981 | 1991 | 2001 | 2011 | 2021 |
| ----------- | ---- | ---- | ---- | ---- | ---- | ---- | ---- | ---- |
| Einwohner   | 1513 | 1717 | 1174 | 668  | 550  | 381  | 355  | 294  |
| Quelle: INE |      |      |      |      |      |      |      |      |

## Sehenswürdigkeiten
- Salvatorkirche in Burón
- Martinskirche in Vegacerneja